# Khettouti Sed El Djir
Khettouti Sed El Djir, anciennement Zerarga, est une commune de la wilaya de M'Sila en Algérie.